# Solopaca
Solopaca är en ort och kommun i provinsen Benevento i regionen Kampanien i Italien. Kommunen hade 3 778 invånare (2017).